# Hans Werner Aufrecht

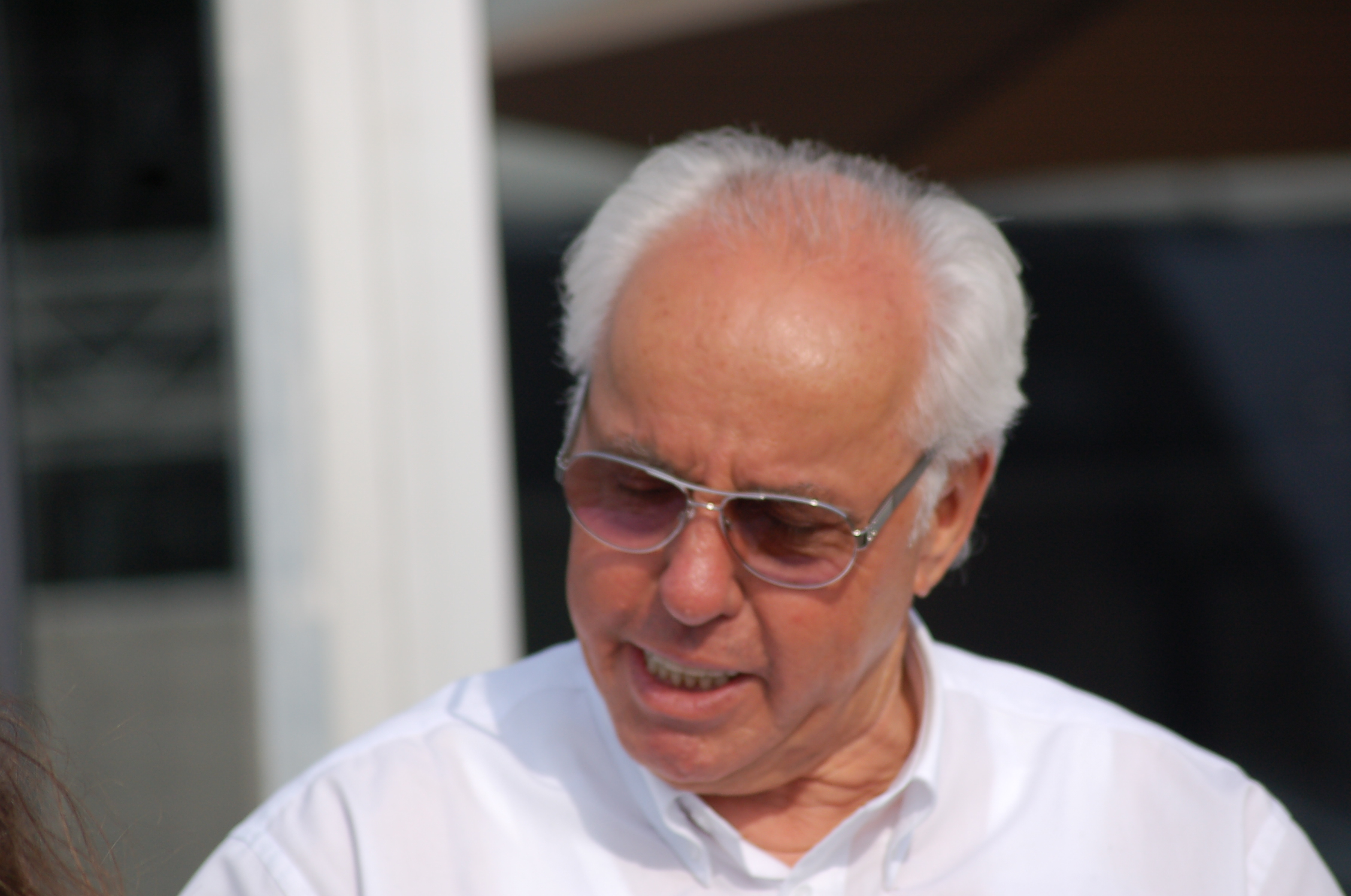
Hans-Werner Aufrecht (2011)

Hans Werner Aufrecht (* 28. Dezember 1938 in Großaspach) ist der Gründer der Automobilsport-Unternehmen AMG (gemeinsam mit Erhard Melcher) und HWA AG.

## Leben
Zunächst machte Aufrecht eine Ausbildung zum Maschinenschlosser.
Aufrecht war bis Mitte der 1960er Jahre Mitarbeiter in der Entwicklungsabteilung von Mercedes-Benz. Gemeinsam mit Erhard Melcher gründete er 1967 die Firma AMG als Ingenieurbüro, Konstruktion und Versuch zur Entwicklung von Rennmotoren. Das Akronym AMG leitet sich aus „A“ wie Aufrecht, „M“ wie Melcher und „G“, dem Gründungsort Großaspach, ab. Im Jahr 1999 verkaufte er 51 % der AMG-Anteile an den DaimlerChrysler-Konzern. Außerdem gründete er im selben Jahr die Firma H.W.A. GmbH. Im Jahr 2005 hatte Aufrecht alle AMG-Anteile verkauft.

### Privatleben
Hans Werner Aufrecht ist verheiratet und hat zwei Töchter. Seine Tochter Pia-Luise Aufrecht ist eine deutsche Springreiterin. Er selbst richtete Turniere für Spring- und Dressurreiter in seiner eigenen Reithalle in Affalterbach aus. Aufrecht hat seinen Hauptwohnsitz inzwischen in die Schweiz verlegt.

## Auszeichnung
Am 4. Juli 2000 wurde Hans Werner Aufrecht für besonderes soziales Engagement das Bundesverdienstkreuz am Bande verliehen.